# Dornier 228
Dornier 228 er et to-motores STOL turboprop fly som har en besætning på to personer og kan tage op til 19 passagerer. Flyet blev produceret af Dornier GmbH i årene 1981 til 1998. Det første fly der blev taget i brug, blev leveret til det norske flyselskab Norving i 1982. Flyet blev produceret i Oberpfaffenhofen, Tyskland og Kanpur i Indien. Der blev i alt bygget 270 eksemplarer af flytypen.